# Евйона
Евйона (фр. Evionnaz) — громада  в Швейцарії в кантоні Вале, округ Сен-Моріс.

## Географія
Громада розташована на відстані близько 95 км на південь від Берна, 27 км на захід від Сьйона.
Евйона має площу 48,1 км², з яких на 2,2% дозволяється будівництво (житлове та будівництво доріг), 11% використовуються в сільськогосподарських цілях, 19,3% зайнято лісами, 67,5% не є продуктивними (річки, льодовики або гори).

## Демографія
2019 року в громаді мешкало 1305 осіб (+16,7% порівняно з 2010 роком), іноземців було 19,4%. Густота населення становила 27 осіб/км².
За віковим діапазоном населення розподілялося таким чином: 21,6% — особи молодші 20 років, 62,4% — особи у віці 20—64 років, 16% — особи у віці 65 років та старші. Було 556 помешкань (у середньому 2,3 особи в помешканні).
Із загальної кількості 672 працюючих 16 було зайнятих в первинному секторі, 442 — в обробній промисловості, 214 — в галузі послуг.